# Katrina Bowden
Katrina Lynne Bowden (født 19. september 1988 i Wyckoff, New Jersey i USA) er en amerikansk skuespillerinde, der medvirkede  i NBC sitcommen 30 Rock som Cerie Xerox.
Hun begyndte som model før sin skuespillerkarriere. Hun er også kendt for rollen som "Ms. Tasty" i Sex Drive fra 2008.

## Filmografi
- One Life to Live (2006)
- Sex Drive (2008)
- Tucker & Dale VS Evil (2008)[2]
- Ratko: The Dictator's Son (2009)
- The Shortcut (2009)

### Tv-serier
- Law & Order: SVU: "Gone" (2006)
- 30 Rock (2006—)

### Musikvideoer
- "Dance Dance" (2005) af Fall Out Boy
- "After Hours" (2008) af We Are Scientists
- "I'd Rather Be With You" (2009) af Joshua Radin